# Center za proučevanje upravno-političnih procesov in institucij
Center za proučevanje upravno-političnih procesov in institucij (CPUPI), ki pokriva vsebinska področja javne uprave, lokalne samouprave in upravno-političnih odnosov ter institucij, je bil ustanovljen s sklepom Senata Fakultete za družbene vede 7. septembra 2009. Področje javne uprave je na Fakulteti za družbene vede že nekaj časa samostojno znanstveno področje na vseh treh stopnjah pedagoškega procesa. Z ustanovitvijo novega raziskovalnega centra je omenjena disciplina pridobila lasten raziskovalni center tudi na raziskovalnem področju. Temeljna vloga Centra za proučevanje upravno-političnih procesov in institucij je skrb za razvoj temeljne in aplikativne upravno politične znanosti, ki v Sloveniji v zadnjih desetletjih ni vedno najbolj ustrezno napredovala, razvoj različnih aplikativnih (pod) disciplin s področja javne uprave ter mednarodno primerjalno raziskovanje in povezovanje tako v evropskem kot tudi v širšem mednarodnem prostoru. Upravna znanost je v svetovnih akademskih krogih pomembno vsebinsko področje, ki je v obdobju vitke države, modernizacije državnih uprav in nastajanju novih paradigm vodenja upravnih institucij, aktualno in prodorno. Delovanje v konstruktivnem in kreativnem okolju bi omogočilo izvedbo mednarodno primerljivih in odmevnih študij, ki so izrednega pomena za nadaljnji razvoj upravno-politološke znanosti v Sloveniji.
Predstojnik Centra za obdobje 2009–2013 je izr. prof. dr. Marjan Brezovšek, poleg njega pa so člani Centra izr. prof. dr. Miro Haček, asist. dr. Irena Bačlija in mlada raziskovalka Lea Smerkolj. Izr. prof. dr. Miro Haček je odgovorni nosilec Ciljnega raziskovalnega projekta »Procesi regionalizacije in nadaljnji razvoj slovenskega šolskega sistema« (šifra V4-416; 0,93 FTE), mentor mladi raziskovalki Leji Smerkolj, hkrati pa tudi nosilec mednarodnega bilateralnega projekta z ZDA »Koalicijsko povezovanje in vloga političnih strank v slovenskih in ameriških lokalnih skupnostih: empirična analiza«. Center za proučevanje upravno-političnih procesov in institucij od januarja 2010 sodeluje v mednarodnem konzorciju srednjeevropskih univerz, ki izdaja znanstveno revijo Journal of comparative politics; omenjena revija od januarja 2010 naprej izhaja izključno v elektronski obliki, dostopna pa je na naslovu www.jofcp.org.
Domača stran raziskovalnega centra je dostopna tule.